# Johan Liljenberg (provinsialläkare)
Karl Johan Liljenberg, född 2 mars 1896 i Hörby församling, Malmöhus län, död 15 december 1966 i Lund, var en svensk provinsialläkare. Han var far till beroendeläkaren Johan Liljenberg (1936–2016).
Liljenberg, som var son till byggmästare Johan Liljenberg och Kersti Olsdotter, avlade studentexamen i Lund 1918, blev medicine kandidat där 1922 och medicine licentiat där 1926. Han var tillförordnad underläkare på Broby sanatorium 1926, tillförordnad provinsialläkare i Hudiksvalls, Leksands, Hotings och Tärna distrikt 1926–1927, tillförordnad stadsläkare i Säters stad 1927–1929, assistentläkare på Landskrona lasarett 1929, tillförordnad stadsläkare i Säters stad 1929–1930, extra provinsialläkare i Säters distrikt 1930–1942, provinsialläkare i Gammelstads distrikt 1942–1951 och provinsialläkare i Åkersberga distrikt från 1951. Han var järnvägsläkare på bandelen Kullsveden–Naglarby vid Södra Dalarnes Järnväg 1927–1942 och vid Stockholm–Roslagens Järnvägar från 1951. Han var ledamot av Säters stadsfullmäktige från 1930, ledamot av Säters stads folkskolestyrelse och ordförande i Säters stads hälsovårdsnämnd. Liljenberg är gravsatt på Norra kyrkogården i Lund.